# República Democrática do Congo nos Jogos Olímpicos de Verão de 1968
A República Democrática do Congo, como Congo Kinshasa, competiu nos Jogos Olímpicos de Verão de 1968 na Cidade do México, México.  Foi a primeira vez em que o país foi representado nos Jogos Olímpicos.